# Magdiel Estrada
Magdiel Estrada Cala (ur. 26 sierpnia 1994) – kubański judoka. Dwukrotny olimpijczyk. Zajął siedemnaste miejsce w Rio de Janeiro 2016 i Tokio 2020. Walczył w wadze lekkiej.
Uczestnik mistrzostw świata w 2013, 2014, 2015, 2017, 2018, 2019, 2021, 2022, 2023 i 2024. Startował w Pucharze Świata w 2015, 2016, 2018, 2019 i 2023. Triumfator igrzysk panamerykańskich w 2015 i 2019; siódmy w 2023, a także pierwszy w drużynie w 2023. Wygrał igrzyska Ameryki Środkowej i Karaibów w 2014 i 2018. Zdobył dziesięć medali na mistrzostwach panamerykańskich w latach 2013 -  2023. 

## Letnie Igrzyska Olimpijskie 2016
| Konkurencja | Eliminacje            | Eliminacje                    | Klas. końcowa |
| Konkurencja | Przeciwnik I          | Przeciwnik II                 | Miejsce       |
| ----------- | --------------------- | ----------------------------- | ------------- |
| 73 kg       | Jaromír Ježek (CZE) Z | Lasza Szawdatuaszwili (GEO) P | 17.           |

## Letnie Igrzyska Olimpijskie 2020
| Konkurencja | Eliminacje            | Klas. końcowa |
| Konkurencja | Przeciwnik I          | Miejsce       |
| ----------- | --------------------- | ------------- |
| 73 kg       | Victor Sterpu (MDA) P | 17.           |